# Андрей I
За унгарския крал вижте Андраш I.
Андрей I Боголюбски (на руски: Андрей I Боголюбский) е княз (1157 – 1169) и велик княз (1169 – 1175) на Владимир-Суздал. Той е син и наследник на Юрий Дългоръки и е наследен от брат си Михаил Юриевич. Прозвището Боголюбски идва от името на крепостта Боголюбово край Владимир, негова любима резиденция.

## Управление
Андрей Боголюбски е обявен от баща си за княз на Вишгород край Киев, но през 1155 г. се премества във Владимир. След смъртта на Юрий Дългоръки той става княз на Владимир, Ростов и Суздал. С подкрепата на градското съсловие в североизточните области на Киевска Рус, той се стреми да обедини разпокъсаната държава под своя власт.
След 1159 г. Андрей Боголюбски прави многократни опити да подчини Новгород, но градът успява да запази традиционното си самоуправление. Сложните военни и дипломатически ходове на юг също не му донасят пълен успех. През 1169 г. той успява да превземе и ограби Киев, след което се обявява за велик княз. В същото време запазва Владимир като своя столица и не успява да установи траен контрол в южните райони.
Произволното отнемане на собственост от аристокрацията печели на Андрей Боголюбски неодобрението на влиятелни кръгове, включително в собствения му двор. В резултат на заговор в нощта на 28 юни 1175 г. той е убит в леглото си от група придворни.
Синът на Андрей Боголюбски, Юрий Боголюбски, е първият съпруг на грузинската царица Тамара. Битува и теорията, че в заговора взима участие и последната му съпруга, която е от волжко-български произход.